# Shakuyaku
芍薬（Shakuyaku、しゃくやく、11月11日 - ）は、日本の女性シンガーソングライター。音楽ユニットSUILENのボーカリスト。全作詞・曲を手掛け、ボーカルの他編曲・プログラミング等も担当。

## 経歴
高校在学時、自作した楽曲（3曲入り）を某レコード会社に郵送したはずが、何故か藤井麻輝が当時在籍していた事務所の机の上で発見され、偶然それを耳にした藤井から連絡があり、2001年にSUILEN結成。2007年にメジャー・デビュー。

## 作品

### 他作品へ参加
- zilch 『SKYJIN』（2001年9月27日/CTCR-17071）
  - 9.SILHOETTES & CIGARETTESで参加。「SUILEN」の表記はなく、藤井と芍薬の名がクレジットされている。